# 久保登喜夫
久保 登喜夫（くぼ ときお、1921年10月2日 - 1945年4月28日）は、北海道小樽市出身の元スキージャンプ、ノルディック複合選手。大日本帝国海軍軍人。神風特別攻撃隊隊員として戦死した悲劇のジャンプ選手として有名である。

## 来歴
1921年10月2日に北海道小樽市で生まれた。実家近く（小樽市奥沢・眞栄地区）にゲレンデが多かった影響もあり、少年時代よりスキーの才能を開花させた。1935年に旧制小樽中学（現・北海道小樽潮陵高等学校）入学後は、校内にジャンプ台・山小屋風ヒュッテ・夜間照明など恵まれた環境を活かし、メキメキ実力を上げていった。そして4年生だった1939年の第17回全日本スキー選手権大会ノルディックスキー・スペシャルジャンプ少年の部で65.5ｍ，60ｍのジャンプを見せ、総合点222.5の成績で優勝を果たした。全日本選手権を制覇した事によって、翌年の1940年2月に開催予定だった札幌オリンピックの代表候補選手になったが、日中戦争の悪化により日本は同大会の開催権を返上していた。高校時代の久保を知る人物は、手袋を編むのが得意という器用な一面も見せていたと証言している。
力強く、それでいて華麗な飛型から多くの注目を集めた。高校卒業後は札幌鉄道局（現・JR北海道）に入社したが、彼の才能に注目していた明治大学のスキー部員の熱烈な勧誘により、1941年明大に入学。国内トップ選手が集まる明大の中でも実力はずば抜けていたと後輩が証言しているように、1942年の学生選手権大会ではジャンプで2位、翌1943年の全日本スキー選手権大会では、ジャンプ・複合で共に3位になるなど、「幻のオリンピック」となった札幌五輪代表候補だった実力の片鱗を見せつけた。
しかし、太平洋戦争・第二次世界大戦も加えた戦局の悪化は如何ともし難くなっていた。1943年10月には学生の徴兵猶予が停止され、学徒出陣を余儀なくされた。久保も海軍予備学生として土浦海軍航空隊に配属。翌1944年に海軍少尉に任官された。ジャンプの選手としての優れた空中感覚と生来の努力家であることから、操縦技術も抜群の評価を受け、やがて名古屋海軍航空隊に配属された。海軍時代の同僚によると、飛行機を下りた後の久保は物静かで、真面目な人柄だったと評判は良かった。1945年4月になると出撃準備のため、名古屋から鹿児島の第二国分基地に向けて飛び立った。そして4月28日午後3時20分、神風特別攻撃隊第3草薙隊の一員として、鹿児島から沖縄近海に向けて出撃（菊水四号作戦の一環）。未帰還となった。享年25歳（満23歳）。
特攻出撃直前、遺書を残しており、以下の文が綴られていた。現在この遺書は海上自衛隊第1術科学校（広島県江田島市）に写しが保存されている。
四月二十八日

先日名古屋の戦友に送られ張切って飛んできました．愈愈本日沖縄に飛んで敵艦船に体当たりします。今日いろいろ作戦打ち合わせも終わり、B29の爆撃の音を聞きながら最後のこの便りをかいています。

スキーの大会でジャンプ台に向かうときとは又違った緊張振りです。母上様をはじめ皆様の分まで御奉公出来る喜びに胸は躍ります。

思えば随分と御心配ばかり掛けました。父上が亡くなってから母上と二人で寂しい毎日を過ごしましたね。それに私がスキーで家にいなかったので、母上はどんなに寂しかったかと思います。

母上より先に父上に会います。中学三年の秋でしたから積もる話も沢山あるでしょう。今戦友もいろいろと準備したり遺書を書いていますが、本当にこれが最後です。これが特攻隊員かと思われるくらい皆張切っています。

木村先輩、田中先輩、中川、澤本、星野、浅木、川崎、玉沢、清水、脇本、小田…。数々の思い出が溢れてきます。どうぞ皆様に呉呉もよろしくお伝え下さい。

                                                          　“散る桜残る桜も散る桜”

何か書けそうで何も書けません。兎に角立派に散る覚悟です。呉呉れも御身大切になさいますよう祈ります。姉上様にもよろしくお伝えください。

　　　　　　　　　　　　　　　　　　　　　　　　　　　登喜夫          　母上様
久保の父は久保が15歳の時に亡くなっており、残された母・タマは久保の戦死から35年経った1980年2月17日に地元・小樽天狗山シャンツェで開催された国民体育大会冬季大会スキー競技会ノルディックスキー・スペシャルジャンプを観戦した。この時のタマは着物で正装しており、目の前で次々とジャンプ台から飛び出してくる選手たちを懐かしそうに見つめていたという。尚、タマはこの観戦から7年後の1987年に91歳の天寿を全うした。2015年現在は、いとこが小樽市内に在住である。
2015年3月22日にはHBCで久保の生涯（と戦前の札幌オリンピック計画）を追った『HBC戦後70年スペシャル「幻の札幌五輪～戦火に散ったジャンパー～」』という特別番組が放送された（16:00～16:54）。また4月11日にはBS-TBSの「未来へつなぐ 土曜スタジアム」（毎週土曜23:00～24:00）にて同番組が放送された。